# غوستافو فارس
غوستافو فارس (بالإسبانية: Gustavo Faris)‏ هو دراج على المضمار أرجنتيني، ولد في 17 فبراير 1962.

## وصلات خارجية
- غوستافو فارس على موقع أوليمبيديا (الإنجليزية)